# عبد الرزاق عفيفي
عبد الرزاق بن عفيفي بن عطية بن عبد البر العفيفي، من بني ربيعة هو عالم دين سعودي وعضو في هيئة كبار العلماء ومدير المعهد العالي للقضاء سابقًا. ولد في شنشور، وهي قرية تابعة لمحافظة المنوفية في مصر، سنة 1325 هـ وذكر البعض أنه ولد عام 1323هـ.

## سيرته
تلقى تعليمه العالي في الجامع الأزهر، وتخرج فيه سنة 1351 هـ، حاصلا على الشهادة العالمية، ثم درس في شعبة الفقه وأصوله طلبا للتخصص. واصل دراسته وتحصيله، نهلا من تواليف أهل العلم، ودراية لكتبهم ومصنفاتهم، ولقد وصفه من عايشه وخالطه بأنه موسوعي المعرفة، متنوع المدارك، متفننا في سائر العلوم.
عمل مدرسا في المدارس الأزهرية في مصر، وكان رئيسا لجماعة أنصار السنة المحمدية. ثم انتقل إلى السعودية عام (1368 هـ - 1950) استجابة لدعوة ملك المملكة العربية السعودية آنذاك عبد العزيز آل سعود فدرس في مناطق شتى منها الطائف، حيث درس في دار التوحيد بها، ودرس في الرياض وعنيزة. تولى التدريس في كلية الشريعة في الرياض إبان إنشائها. ثم عين مديرا للمعهد العالي للقضاء سنة 1385 هـ. في عام 1391 هـ، انتقل إلى دار الإفتاء، فكان عضوا في هيئة كبار العلماء، وفي اللجنة الدائمة للإفتاء، حتى صار نائبا لرئيسها، وذلك إلى أن توفي. تولى الإشراف العلمي على عدد من الرسائل العلمية العالية، الدكتوراه والماجستير.
كان له حلقات علمية في تفسير كتاب الله يلقيها في مسجد الشيخ محمد بن إبراهيم في الرياض، ثم انتقلت دروسه إلى بيته. كان يؤم الناس في المسجد الذي يلي منزله، وكان يلقي فيه - في أوقات متباينة - الدروس العلمية والمواعظ الشرعية.
كان صبورا على البلوى، يلهج بالحمد والثناء على الله سبحانه، فقد توفي - في حياته ثلاثة من ولده، وابتلي بالشلل النصفي قبل نحو عشرين عاما، فصبر واحتسب، ثم عافاه الله منه. له من الولد خمسة من الذكور، وثلاث من الإناث، سبقه منهم إلى ربه ثلاثة ذكور.
من أحب كتب العلماء إليه، كتاب (المستصفى) للغزالي، و(الموافقات) للشاطبي، و(القاموس المحيط) للفيروز آبادي. كانت عنايته متوجهة إلى التدريس والتعليم والإرشاد والإفتاء، مما أدى إلى عدم تفرغه للتأليف والتصنيف ومع ذلك فقد طبعت له مذكرة التوحيد، وهي رسالة نافعة تمثل إملاءاته التي كان يلقيها على طلابه في الجامعة. له تعليقات نافعة على كتاب (الإحكام في أصول الأحكام) للآمدي.
وما يدل على سعة علمه، ودقة نظره، وشمول معارفه تلكم التعليقات اليسيرة في حجمها، العظيمة في قيمتها التي أودعها حاشية (شرح العقيدة الطحاوية) لابن أبي العز الحنفي في ذكر إحالات شرحه على كتب شيخ الإسلام ابن تيمية وتلميذه ابن القيم.
وصفه شيخنا العلامة الألباني بأنه: (من أفاضل العلماء، ومن القلائل الذين نرى منهم سمت أهل العلم، وأدبهم، ولطفهم، وأناتهم، وفقههم). وقال فيه: (التقيته غير مرة في مواسم الحج، وكنت أستمع - أحيانا - إلى إجاباته العلمية على استفتاءات الحجاج المتنوعة، محكمة، تدل على فقه دقيق، واتباع ظاهر لمنهج السلف).

## شيوخه
1. الشيخ محمد بن حسن عافية
2. الشيخ محمد بن عبود عافية وهما من علماء قريته (شنشور)

وأما أشهر شيوخه وأكثرهم تأثيرا فيه فمنهم:
1. الشيخ أحمد نصر شيخ السادة المالكية
2. الشيخ دسوقي العربي
3. الشيخ عبد المعطي الشربيني
4. الشيخ يوسف الدجوى
5. الشيخ محمد العتريس
6. الشيخ إبراهيم الجبالي
7. الشيخ مصطفى المراغي وغيرهم.

## مؤهلاته العلمية
وأما مؤهلات الشيخ العلمية فهي على النحو التالي :
وقد تخرج الشيخ في الأزهر من أعلى مستوياته فقد تحصل على الشهادتين الابتدائية والثانوية ثم تحصل على شهادة العالمية في الرابع والعشرين من شهر ربيع الثاني سنة 1351 هـ الموافق السادس عشر من شهر أغسطس سنة 1923 م.
وفي الرابع عشر من شهر رمضان المبارك سنة 1355 هـ الموافق الثامن والعشرين من شهر نوفمبر سنة 1936 م منح شهادة التخصص في الفقه وأصوله وهي التي تعرف اليوم بشهادة (الدكتوراه).

## أقوال العلماء عنه
- قال عنه الشيخ عبد العزيز بن باز: "اعرف عن فضيلة الشيخ عبد الرزاق عفيفي التواضع والعلم الجم والسيرة الحميدة والعقيدة الطيبة والحرص العظيم على أداء عمله على خير وجه وأنه من خيرة العلماء عقيدةً وعلمًا ودعوةً وتعليمًا مضى عليه في ذلك ما يقارب خمسين عامًا ضاعف الله مثوبته ورفع درجته وخلفه على المسلمين بأحسن الخلف واصلح عقبه".[14]
- وقال عنه الشيخ محمد بن صالح العثيمين: "كان الشيخ عبد الرزاق عفيفي ذا عقل راجح وبعد نظر وكثرة صمت إلا إذا كان الكلام خيرًا مع ما حباه الله به من العلم الراسخ وحسن التعليم وقلة الحشو في كلامه وكان رأيه محل التوفيق والسداد أسال الله تعالى له المثوبة والرضوان وأن يجمعنا به وإخواننا المؤمنين في أعالي الجنان إنه تعالى هو الوَهَّاب المنَّان".[14]
- وقال عنه الشيخ محمد ناصر الدين الالباني: "الشيخ عبد الرزاق عفيفي من أفاضل العلماء ومن القلائل الذين نرى منهم سمة أهل العلم وأدبهم ولطفهم وأَنَاتهم وفقههم، التقيته غير مرة في مواسم الحج وكنت استمع إلى إجاباته العلمية على استفتاءات الحجاج فكانت إجابات محكمة تدل على فقه واتباع ظاهر لمنهج السلف".[14]
- وقال عنه الشيخ عبد العزيز آل الشيخ: "الشيخ أحد أعلام الفضلاء الذين هيئ الله لهم فرصة تربية الأجيال، وهو ذو علم واسع وله اطلاع في الحديث والتفسير والفقه وأصوله واللغة العربية وقد تخرج على يديه أفواج كثيرة ولقد كان يلقي دروسًا بعد العشاء في مسجد الشيخ محمد بن ابراهيم في التفسير وكانت دروسه نافعة وتوجيهاته قيمة، عمل الشيخ عبد الرزاق بعد قدومه المملكة معلمًا في دار التوحيد ثم انتقل للمعاهد العلمية ثم عضوًا في اللجنة الدائمة للبحوث العلمية ثم عضوًا في هيئة كبار العلماء، وهو رحمه الله مثال للعالم العامل".[14]
- وقد سئل سماحة الشيخ ابن جبرين رحمه الله تعالى:

حبذا لو تكرمتم بالحديث عن شيخكم عبد الرزاق عفيفي - رحمه الله - أخلاقه، علمه، طلبه للعلم...
فأجاب:
الشيخ عبد الرزاق عفيفي عطية مصري الجنسية أصلا ، ومن علماء الأزهر قديما ، أدرك الشيخ محمد عبده والشيخ محمد رشيد رضا ونحوهما، وكانت دراسته في العلوم الشرعية كالحديث، واللغة والتفسير، والأحكام، حتى تفوق على زملائه وبعض مشايخه، وكان من زملائه الشيخ عبد الله بن يابس الذي أصله من بلاد القويعية وقد كان بينهما من المحبة والصحبة وقوة الأخوة ما لا يوجد مثله إلا نادرا ، وكان زواجهما متقاربا في مصر من زوجتين صالحتين كالأختين، وقد استضاف الشيخ عبد الله عند مجيئه من مصر لأول مرة، واستزاره الشيخ عبد الله إلى بلاده، ونال هناك حفاوة وإكراما من قبيلة الشيخ عبد الله ولم يزالوا يودون الشيخ عبد الرزاق ويتصلون به حتى توفي رحمه الله. وأما زملاؤه المصريون فكثير.
قدم إلى المملكة قبل عام 1370هـ ودرس في الطائف في دار التوحيد، وقدم بعد ذلك إلى الرياض واستقر بها، وحصل على الجنسية السعودية حين بدءوا في تسجيل المواطنين، وأصبح هو وأولاده من جملة المواطنين، ولا أذكر أنه رجع إلى مصر بعد مجيئه منها.
أما علمه فهو بحر لا ساحل له في أغلب العلوم التي يتناولها بالبحث والشرح، فلقد عرفته لأول مرة عام 1374هـ وكان يزور بعض المشايخ كالشيخ عبد العزيز بن محمد الشثري ونقرأ عليه في المجلس حديثا من أول صحيح البخاري فيشرحه شرحا موسعا ، بحيث يستغرق شرح الحديث الواحد أكثر الجلسة، وعرفته في أحد الأعوام يفسر سورة سبأ في مسجد الشيخ محمد بن إبراهيم رحمه الله، فكان يبقى في تفسير الآيتين نحو ساعة أو أكثر، ويستنبط من الآيات فوائد وأحكاما ، وأقوالا وترجيحات يظهر منها عظمة القرآن، وما فيه من الاحتمالات والفوائد، مما يدل على توسع الشيخ وسعة اطلاعه، وكثرة معلوماته.
أما أخلاقه فقد عرف منه لين الجانب، وطلاقة الوجه، وحسن الملاطفة، فهو أمام الزوار والتلاميذ والزملاء دائما يظهر الفرح والسرور والانبساط في الكلام، والإجابة على الأسئلة بدون غضب أو ملل أو تبرم أو رد شديد للسائل، فجليسه يلقى منه كل المؤانسة والتبسم، بحيث لا يمل جليسه ، ولا يزال يتلقى عنه أنواعا من الفوائد، ولطائف المعارف، وغرائب المسائل، كما أنه يكرم من زاره، ويقدم ما حضر بدون تكلف، ويجود بما يقدر عليه دون أن يمن بما أعطاه، أو يرد من سأله، وهكذا دأبه مع العلماء وطلبة العلم والأصحاب والزملاء الأقدمين، فهو جواد كريم بما اعتاده، ومجيب لمن دعاه بدون تكلف أو تشدد.
أما تدريسه فقد أفنى حياته في وظيفة التدريس في مصر ثم في المملكة في دار التوحيد بالطائف ثم في معهد الرياض العلمي، ثم في كلية الشريعة وكلية اللغة بالرياض ثم في معهد القضاء العالي مديرا ومدرسا ، حتى أحيل للتقاعد، ثم عمل متعاقدا في رئاسة إدارات البحوث العلمية والإفتاء بقية حياته، حتى وافاه الأجل وهو على رأس العمل في هذه الرئاسة، وقد تتلمذ عليه أكابر العلماء في هذه المملكة واعترفوا بفضل علمه، وافتخروا بالانتماء إلى تعلميه في أغلب المراحل، كما انتفع الكثير بالفوائد التي تلقوها عنه في دروسه في المسجد وغيره.
أما التأليف فلم يكن يرغب فيه، ولا يحب الكتابة في أي فن من الفنون، بل يرى أن هذه الكتب والمؤلفات الحديثة لا فائدة فيها، ويكتفي بما كتبه وجمعه العلماء السابقون، حيث إنهم تطرقوا إلى كل فن، وأوضحوا ما يحتاج إلى توضيح، فمن جاء بعدهم لا يستطيع أن يضيف إلى علومهم زيادة، ولقد ضرب مثلا بإحضار مجموعة من التفاسير، وقارن بينها، فأظهر أن الآخر عيال على الأول، وأن المتأخرين إنما توسعوا في الكلام بما لا فائدة فيه، وكان ينهى عن الانشغال بكتب المعاصرين التي كتبوها في الأصول، أو التفيسر، أو الأدب والفقه ونحو ذلك، حيث إنهم لا يزيدون على من سبقهم، ومع ذلك فقد أشرف على رسالتي في أخبار الآحاد التي قدمتها لنيل درجة الماجستير، وعلى رسالة الدكتور عبد الله بن عبد المحسن التركي وغيرهما، وكان يولي التلميذ توجيهات ودلالة على المواضيع، وأماكن البحث، ونحو ذلك مما يدل على قدرته على الكتابة لو أراد ذلك، فهو من حملة العلوم المتعددة، وأي فن يتطرق إليه يوسعه بحثا ، فرحمه الله وأكرم مثواه.

## تلاميذه
من أبرز تلاميذ الشيخ:
1. الشيخ محمد بن صالح العثيمين عضو هيئة كبار العلماء.
2. الشيخ عبد الله بن قعود عضو هيئة كبار العلماء والإفتاء.
3. الشيخ صالح الفوزان عضو هيئة كبار العلماء والإفتاء.
4. الشيخ صالح اللحيدان عضو هيئة كبار العلماء. وقد قام بتسمية أحد أولاده بالشيخ عبد الرزاق.
5. الشيخ عبد الله بن عبد الرحمن الغديان عضو هيئة كبار العلماء والإفتاء.
6. الشيخ عبد الله بن جبرين عضو هيئة كبار العلماء  والإفتاء.
7. الشيخ عبد الله البسام عضو هيئة كبار العلماء.
8. الشيخ صالح الأطرم عضو هيئة كبار العلماء.
9. الشيخ عبد الله بن عبد المحسن التركي عضو هيئة كبار العلماء.
10. الشيخ محمد بن عبد الله بن الأمير عضو مجلس القضاء الأعلى.
11. الشيخ القاضي محمد بن عبد الله السياري.
12. الشيخ عبد الله بن محمد العجيلان.[14]

## وفاته
كانت وفاته رحمه الله صبيحة يوم الخميس لخمسة أيام بقين من ربيع الأول سنة خمس عشرة وأربع مئة وألف 1415 هـ، الموافق 1 سبتمبر 1994م ودفن في الرياض بعد صلاة الجمعة.

## وصلات خارجية
- منهج الشيخ عبد الرزاق عفيفي وجهوده في تقرير العقيدة والرد على المخالفين